# Serguéi Lébedev
Serguéi Alekséievich Lébedev (del ruso: Серге́й Алексе́евич Ле́бедев) (1902-1974) fue un ingeniero electrónico soviético. Es considerado como uno de los fundadores de la informática soviética y rusa.
Serguéi A. Lébedev fue el principal impulsor en el desarrollo de la computación en la Unión Soviética. Estuvo presente de forma relevante desde los primeros desarrollos de ordenadores con válvulas termoiónicas de la década de 1950 hasta los ordenadores basados en circuitería integrada desarrollados en los años 1970, predecesores de los actuales ordenadores. Bajo su dirección se desarrollaron quince ordenadores distintos, entre los que estuvieron los que se usaron en la investigación espacial y en todo el ámbito militar, como el primer sistema defensivo antibalístico del mundo basado en cohetes interceptores en 1961. Participó en la electrificación de la Unión Soviética y sus procesadores y computadoras fueron las más avanzadas del Mundo.
Fundador del Instituto de Mecánica de Precisión e Ingeniería Informática SA Lebedev, miembro de la Academia de Ciencias de la Unión Soviética desde 1953, de la Academia Nacional de Ciencias de Ucrania desde 1945, Héroe del Trabajo Socialista, Premio Stalin de tercer grado, Premio Lenin y Premio Estatal de la Unión Soviética. En 1996 se le otorgó a título póstumo la medalla de Pionero de la tecnología informática, en reconocimiento por el desarrollo de las primeras calculadoras electrónicas.

## Biografía
Serguéi Alekséievich Lébedev nació el 2 de noviembre (el 20 de octubre según el calendario juliano vigente entonces) de 1902 en Nizhni Nóvgorod, ciudad situada en la región del Volga en la Rusia europea en el entonces Imperio ruso. La familia de su madre, Anastasia Petrovna Mávrina (Lébedeva), procedía de una familia rica y noble pero se dedicó, desde joven a la enseñanza en escuelas para niños pobres. Su padre, Alekséi Ivánovich Lébedev, también era maestro de escuela de origen humilde y escritor, estudio en una escuela especial, una institución de excelencia fundada por el famoso maestro ruso Konstantín Ushinski. Fue el tercer hijo de la familia, la hermana mayor es la artista Tatiana Mávrina.
De niño, Lébedev era aficionado a la natación, el ajedrez, la poesía y la música. Tocaba el piano. Le gustaba la electricidad y llegó a realizar experimentos en su propia casa. Poco después de la Revolución de Octubre su padre es destinado a la ciudad de Sarápul, al oeste de los Urales. Seis meses después, ya en 1920, lo destinan a Moscú, donde se traslada con Serguéi, que contaba entonces con 15 años de edad, y deja en Sarápul a su mujer y a sus dos hijas Tatyana y, que tienen que trasladarse a Moscú tras una enfermedad de la madre. En 1921, tras aprobar los exámenes del curso de secundaria y entró en la Escuela Técnica Superior N. E. Baumann.

### Trabajos para el Plan de Electrificación
En abril de 1928, se graduó de la Escuela Técnica Superior N. E. Baumann en la especialidad de ingeniero eléctrico. El trabajo de graduación fue supervisado por Karl Adólfovich Krug, quien estaba al frente del programa de producción de energía eléctrica dentro del Plan de Electrificación de la Unión Soviética, y versaba sobre los problemas de estabilidad de los sistemas producción de energía eléctrica en el funcionamiento en paralelo de centrales de generación de electricidad. Seguidamente comenzó a trabajar en el Instituto de Ingeniería Eléctrica Lenin (VEI por sus siglas en ruso). Conoce a la violonchelista Alisa Grigórievna Steinberg con quien se casa en 1929.
En 1930, es seleccionado para el Departamento de Ingeniería Eléctrica del Bauman de Moscú. El 1933, publica junto a su compañero A. S. Zhdánov, la monografía Stability of Parallel Operation of Electric Systems y en 1936 es nombrado maestro del Instituto de Energía de Potencia de Moscú.
En 1936, desarrolla, junto a D. V. Svechárnik y D. I. Maryanovski un sistema de control automático para laminadoras en caliente.
En 1939, obtiene el título de Doctor de Ciencias Técnicas con una tesis doctoral que trataba de la teoría de la estabilidad artificial de los sistemas de producción y distribución de energía. Durante 10 años estuvo al frente del Departamento de Automática del VEI. Ese mismo año nace su hija Natalia Serguéievna Lébedeva relevante historiadora soviética y rusa.

### Durante la Segunda Guerra Mundial
Durante la Segunda Guerra Mundial, Lébedev ya estaba estudiando aritmética binaria, con la que haría trabajar después a sus ordenadores. A fines de 1941, el VEI fue evacuado de Moscú a los Urales y allí trabaja en varios desarrollos para la Defensa, entre ellos un sistema de estabilización para los cañones de los carros de combate por el que fue galardonado con el premio Bandera Roja del Trabajo y recibió una medalla «Por un Valiente Trabajo durante la Gran Guerra Patria 1941-1945». También destaca el diseño de misil aire-tierra autodirigido, considerado el embrión de las armas de alta precisión en la Unión Soviética.

### Después de la guerra
En febrero de 1945, fue elegido miembro de la Academia de Ciencias de la Unión Soviética, y en mayo de 1946 fue nombrado director del Instituto de Ciencias de la Energía de la Unión Soviética en Kiev. En 1945, desarrolla la primera computadora analógica que se construía en la Unión Soviética destinada a la resolución de ecuaciones diferenciales ordinarias. En 1947, después de la división del Instituto en dos nuevas organizaciones independientes, se convirtió en el director del Instituto de Electrotécnica de Kiev donde, junto con L. V. Tsukérnik, realizó investigaciones sobre control de sistemas de suministro de energía, y también desarrollaron dispositivos automáticos que aumentaban la estabilidad de las plantas de producción de energía eléctrica. Esto les sirvió a ambos para recibir en 1950 el Premio Estatal de la Unión Soviética.

### El desarrollo de la MESM
En 1947, el Instituto de Ingeniería Eléctrica, organizado por el Laboratorio de Modelado e Ingeniería Informática. En esta institución desarrolla entre los años 1948 y 1950 la primera computadora programable en la Europa continental, la conocida como MESM (máquina electrónica de cálculo menor).
Fue M. A. Lavréntiev quien persuadió a Lébedev para que pusiera en práctica sus ideas sobre los ordenadores. En otoño de 1948, comienza a trabajar en la MESM junto a reconocidos expertos soviéticos, el físico A. A. Dorodnitsyn y el matemático K. A. Semendiáyev, que le ayudarían a definir el número de las operaciones matemáticas que la computadora necesitaba poder calcular. Un año después, ya se habían definido todos los cálculos de diseño, y la estructura básica de la computadora y en noviembre de 1950 se construye la MESM en Kiev.
Estos trabajos, calificados de alto secreto, se realizaron en el edificio parcialmente destruido del Monasterio y Catedral de San Pantaleón en Teofanía en Kiev, al cual se lo bautizó como "Laboratorio de Simulación y Modificaciones". En 1948, el equipo contaba con 27 miembros, de los cuales 12 eran ingenieros y científicos y 15 asistentes técnicos. La MESM tenía 6000 válvulas electrónicas, de ellas 2500 eran triodos y 1500 diodos.

### Desarrollo de la BESM
Buscando una implicación mayor del gobierno de la Unión Soviética en el desarrollo de computación Mijaíl Lavréntiev, vicepresidente de la Academia Ucraniana de Ciencias (AUC) y Director del Instituto de Matemáticas, escribe directamente a Stalin. Este nombra a Lavréntiev director del Instituto de Mecánica de Precisión e Ingeniería de la Computación de Moscú (ITM TC) y este invita a Lébedev para dar impulso a nuevas investigaciones (hasta el momento se realizaban investigaciones con máquinas de calcular mecánicas) de computadores.
Lavréntiev invita a Lébedev el cual llega en marzo de 1950 y se hace cargo de las investigaciones en el Laboratorio N.º 1 del ITMiVT. Serguéi Lébedev llegó a Moscú con el plan de desarrollar una nueva computadora, la llamada "Máquina de Calcular Electrónica de Alta Velocidad" que en ruso corresponden a las siglas BESM (БЭСМ - Большая (или Быстродействующая) Электронно-Счётная Машина). La BESM se terminó en 1952. Costaba de más de 5000 válvulas termoíonicas y una memoria RAM de núcleos de ferrita de 1024 palabras; una memoria ROM, también de 1024 palabras, de diodos semiconductores y 4 unidades de cinta magnética y un tambor magnético como almacenamiento externo.
Para la BESM, Lébedev estableció un sistema de trabajo y reparto de responsabilidades, asignó el diseño de la unidad aritmética a P. P. Golovístikov y la unidad de control la realizó K. S. Neslukhovskiy. Creó un grupo en el cual había un núcleo de experimentados asistentes-diseñadores y muchos científicos jóvenes con mucho entusiasmo, inventiva e iniciativa. Este método de formación de equipos sería una constante en sus trabajo.
En 1951, recibió el premio Stalin. En abril, la Comisión Examinadora Estatal sobre computadoras dirigida por Mstislav Kéldysh, da luz verde a las computadoras BESM y STRELÁ. La STRELÁ se había diseñado y construido en paralelo a la BESM en el SKB-245. Para 1953, la BESM estaba ya montada y probada, en abril recibe el permiso para su operación regular.

### Director del ITM TC
En 1952, pasa a dirigir el ITM TC donde siguen desarrollando las BESM hasta la BESM-6, realizada primero con transistores y luego con circuitos integrados, que se diseñó en 1966 y se fabricó desde 1968 siendo la base del microprocesador Elbrús, procesador base de la informática soviética y rusa.
En 1953, es nombrado académico de la Academia de Ciencias de la Unión Soviética en el departamento de física y matemáticas (cálculo de dispositivo). En 1954, se le otorga, por el trabajo realizado con la BESM la Orden de Lenin y en 1956 se le concedió el título de Héroe del Trabajo Socialista.
Entre los años 1952 y 1955, desarrolló, junto con V. S. Búrtsev, los sistemas “Diana-1” y “Diana-2” destinados a la defensa antiaérea. Estos ordenadores estaban especializados en la computación de los datos de radar y en el seguimiento de blancos en movimiento. Fueron la base del sistema antimisiles soviético que se hizo realidad el 4 de marzo de 1961 tras una exitosa prueba en Sary-Shagan.
En 1955, firma, junto con otros científicos renombre, la denominada Carta de los 300, documento dirigido al Presídium del Comité Central del PCUS criticando los puntos de vista científicos y actividades prácticas de Trofim Lysenko (actividad conocida como Lysenkoísmo), que era en ese momento uno de los líderes de la ciencia biológica en el país. Ese mismo año comienza los trabajos con la M-20, computadora que debía llegar a realizar 20 000 operaciones por segundo, que comparte con el SKB-245 de Kiev. En esta máquina se hacen grandes modificaciones tanto en el hardware como en el software simplificando la programación y la electrónica que pasó a utilizar diodos de germanio.

### La BESM-6, obra maestra de Serguéi Alekséievich Lébedev
En 1964, comienzan a experimentar con elementos semiconductores que van sustituyendo a las lámparas de vacío. Hicieron experimentaciones sobre una máquina que denominaron BESM-3M. Poco después crearon la BESM-4 que fue la primera computadora de la Unión Soviética totalmente realizada con transistores.
El reto de alcanzar la cifra de 1 000 000 de operaciones por segundo lo hizo suyo Lévedev junto con sus colaboradores V. A. Mélnikov y L. N. Koroliov junto con A. N. Tomilin que se encargó del sistema operativo. En 1965, se probó un prototipo de la BESM-6 y dos años más tarde la Comisión Examinadora Estatal recomienda la producción en serie de la misma.
La BESM-6 usaba álgebra booleana que ya había sido experimentada en la BESM-2. Esta máquina estaba conformada por más de 60 000 transistores y 180 000 diodos. Tuvo varias versiones de sistema operativo (D68, ND-70, OS IPM, Dispak, Dubná OS, Feliks OS) y se realizaron compiladores para principales lenguajes de programación como el Algol-60, Fortran, Pascal, REFAL, Forth, C, etc.).
Las características principales de la BESM-6 eran; longitud de palabra de 48 bits más dos de control. Aritmética de punto flotante, algoritmos especializados para operaciones de multiplicación y división, 1 000 000 de operaciones por segundo, 10 MHz de reloj, RAM de núcleos de ferrita de 32 000 palabras de 50 bits, cintas magnéticas, tambores magnéticos, tarjetas y cintas perforadas, etc. como periféricos de entrada y salida de datos. Utilización de buffers para el almacenamiento intermedio de instrucciones y datos. Memoria caché y multiacceso a memoria RAM, direccionamiento de memoria virtual y capacidad de paginado de la memoria; elaborado sistema de interrupciones.
Se construyeron más de 350 máquinas en la Planta de Máquinas Calculadoras-Analíticas de Moscú en los 17 años de vida de la computadora.

### Avanzando en las innovaciones
La BESM-6 dio paso a un nuevo proyecto a Lébedev, Mélnikov y Sokolov que comenzaron a trabajar en la AS-6. Este proyecto estaba basado en un procesador central y otros periféricos. El procesador central tenía una capacidad de hacer 1 500 000 operaciones por segundo y los periféricos 150 000. Estaban interconectadas por buses de alta velocidad y tenían la RAM común. La AS-6 podía correr el software de la BESM-6 y estaba mejor preparada que ésta para manipular caracteres.
La misión espacial conjunta Apolo-Soyuz fue donde se dio reconocimiento internacional a la escuela científica de Lébedev. Los computadores de la Unión Soviética (un sistema compuesto por computadoras BESM-6 y AS-6) finalizaron el procesamiento de los datos de la misión media hora antes que sus colegas de NASA.

### El declive
A comienzos de la década de 1970, comienza a tener problemas de salud que hacen que se retire de la dirección del TC ITM en 1973, pero incluso así continuó trabajando desde su casa. Se opuso a copiar el IBM 360 para hacer la versión soviética que se llamaba UCS que surgió del proyecto Sistema Unificado de Computadoras (ES EVM) que buscaba unificar los diferentes sistemas de todos los países del Bloque del Este y «comenzar la producción de computadoras propias compatibles con IBM a nivel de software y así acceder al mercado mundial del software» según decía la razón oficial y que tuvo consecuencias negativas para el propio desarrollo tecnológico soviético.
El 3 de julio de 1973, muere en Moscú y fue enterrado, junto a su esposa, en la parcela número 3 del Cementerio Novodévichi de esa ciudad.
Lébedev impulsó la investigación del tratamiento de la información en paralelo. De su escuela nace la serie de computadoras Elbrús (que toma el nombre del monte Elbrús el más alto de Europa). Impulsó el computador básico del sistema antiaéreo S-300 capaz de realizar más de 100 millones de operaciones por segundo.
La Academia de Ciencias de Rusia ha establecido el Premio de S.A. Lébedev - por su destacada labor en el desarrollo de sistemas informáticos. En 1996, le fue otorgado, a título póstumo, la medalla Charles Babbage “Pionero de la Computación”.

## Reconocimientos y premios
- Héroe del Trabajo Socialista otorgado el 1 de junio de 1956.
- Premio Stalin tercer grado otorgado en 1950 por el desarrollo e implementación de un dispositivo de combinación para generadores de centrales eléctricas para aumentar la estabilidad de los sistemas de energía y mejorar el funcionamiento de las instalaciones eléctricas.
- Premio Lenin otorgado en 1966 por la creación del sistema "A" (ABM)
- Premio Estatal de la URSS otorgado en 1969 por el desarrollo e implementación de una computadora universal de alto rendimiento BESM-6 en la economía nacional.
- Orden de Lenin otorgada el 27 de marzo de 1954
- Orden de Lenin otorgada el 1 de junio de 1956.
- Orden de Lenin otorgada el 9 de noviembre de 1962.
- Orden de Lenin otorgada el 1 de noviembre de 1972.
- Orden de la Revolución de Octubre otorgado 26 de abril de 1971.
- Orden de la Bandera Roja del Trabajo otorgada el 16 de mayo de 1947.
- Orden de la Bandera Roja del Trabajo otorgada el 23 de febrero de 1957.
- Medalla "Computer pioneer" otorgada de forma póstuma en 1996 como reconocimiento a su labor en la creación y el desarrollo del ordenador MESM, así como el papel fundacional que tuvo en la creación de la industria informática soviética.

## Actos en su memoria
- Calle con su nombre en Kiev y Nizhni Nóvgorod.
- Monumento conmemorativo en Kiev.
- El Instituto de Mecánica de Precisión e Ingeniería Informática de Moscú lleva su nombre y se erige un mosaico conmemorativo con su efigie.
- La Academia de Ciencias de Rusia presenta anualmente el Premio Lébedev por su destacada labor en el campo del desarrollo de sistemas informáticos.
- En la pared de la casa en la calle Novopeschánaya casa número 21, edificio 1 de Moscú, donde vivía Lébedev, hay una placa conmemorativa.
- En 2017, Correos de Rusia emitió un sello postal conmemorativo dedicada al cincuentenario de BESM-6 con un retrato de Lébedev.